# Haunted Hotel
Haunted Hotel är en amerikansk animerad skräck- och komediserie som har premiär den 19 september 2025 på Netflix. Serien är skapad av Matt Roller.

## Handling
Serien handlar om en ensamstående tvåbarnsmamma som kämpar med att driva ett hemsökt hotell med hjälp av sin avlägsna bror.

## Rollista (i urval)
- Will Forte
- Skyler Gisondo
- Jimmi Simpson
- Eliza Coupe
- Natalie Palamides